# Alexander Bogomolny
Alexander Bogomolny (4 de janeiro de 1948 – 7 de julho de 2018) foi um matemático israelense-estadunidense nascido na União Soviética. Foi professor de matemática da Universidade de Iowa, e anteriormente pesquisador associado do Instituto de Eletrônica e Matemática de Moscou, instrutor sênior da Universidade Hebraica de Jerusalém e consultante de software da Universidade Ben-Gurion do Neguev. Escreveu proficuamente sobre aritmética, probabilidade, álgebra, geometria, trigonometria e jogos matemáticos.
É conhecido por suas contribuições à heurística e educação matemática, criando e mantendo a página educacional matematicamente orientada Cut-the-Knot para a Mathematical Association of America (MAA) Online.  Foi um pioneiro na educação matemática na Internet, iniciando Cut-the-Knot em outubro de 1996.

## Formação e carreira acadêmica
Bogomolny freqüentou a escola número 444 de Moscou, para crianças superdotadas, depois ingressou na Universidade Estatal de Moscou, onde se formou em matemática em 1971. De 1971 a 1974 foi pesquisador júnior no Instituto de Eletrônica e Matemática de Moscou. Emigrou para Israel e foi programador sênior no Lake Kinneret Research Laboratory em Tiberíades (1974 - 1977) e consultor de software na Universidade Ben-Gurion do Neguev (1976 - 1977). De 1976 a 1983 foi instrutor sênior e pesquisador na Universidade Hebraica de Jerusalém, onde obteve um doutorado em matemática em 1981, com a tese A New Numerical Solution for the Stamp Problem, orientado por Gregory Eskin. Em 1981 e 1982 foi também professor visitante na Universidade Estadual de Ohio, onde lecionou matemática.
De 1984 a 1989 foi professor de matemática na Universidade de Iowa. De julho de 1987 a novembro de 1990 foi vice-presidente de desenvolvimento de software na CompuDoc, Inc.

## Cut-the-knot
Cut-the-knot (CTC) foi uma página educacional gratuita, financiada por propaganda, que Bogomolny manteve de 1996 a 2017. Foi dedicada à exposição popular de vários tópicos em matemática. A página foi projetada para professores, crianças e pais, e qualquer outra pessoa curiosa sobre matemática, com o objetivo de educar, incentivar o interesse e provocar curiosidade. Seu nome é uma referência à lenda da solução de Alexandre, o Grande, para o nó górdio.
O CTC ganhou mais de 20 prêmios de publicações científicas e educacionais, incluindo um prêmio web da Scientific American em 2003, o Encyclopædia Britannica's Internet Guide Award, e o Science's NetWatch award.
A página foi marcantemente prolífica e continha uma extensa análise de muitos dos problemas clássicos da matemática recreativa, incluindo a rede de Apolônio, o teorema de Napoleão, as espirais logarítmicas, o Prisioneiro de Benda, o teorema de Pitot e o problema dos macacos e dos cocos. Certa vez, em um notável tour de force ,o CTC publicou 122 provas do teorema de Pitágoras.
Bogomolny realmente entreteve, mas seu objetivo mais profundo era educar. Ele escreveu um manifesto para o CTC no qual disse que "julgar a matemática pelo seu valor pragmático é como julgar a sinfonia pelo peso de sua pontuação". Ele descreve a página como "um recurso que ajudaria a aprender, se não a matemática em si, pelo menos, maneiras de apreciar sua beleza". E ele se pergunta por que é aceitável que pessoas bem-educadas "confessem uma antipatia e um mal-entendido da matemática como um todo".
Muitas ideias matemáticas são ilustradas por applets. O CTK wiki (desenvolvido pela PmWiki) estende a página principal com conteúdo matemático adicional, especialmente com fórmulas mais complicadas do que as disponíveis na página principal.

## Vida privada
Bogomolny teve que deixar o mundo acadêmico porque tinha um problema de audição incorrigível e estava praticamente surdo nos últimos anos.